# Josep Maria Ganyet i Cirera
Josep Maria Ganyet i Cirera (Vich, 1965) es un ingeniero informático catalán. Licenciado por la Universidad Autónoma de Barcelona el 1988, se ha especializado en inteligencia artificial.
Inició su carrera profesional con IBM y Deutsche Bank en diseño de interacción humana. También trabajó a publicidad en línea por la agencia El Sindicato (actualmente, del grupo Havas) y creó el portal Hoymesiento.com. El 1994 fundó su primera empresa en internet, Ars Virtualis. Actualmente, es director ejecutivo y cofundador del estudio Mortensen.co y, participa en el start-up Soundkik. Paralelamente, es profesor de nuevos medios en los estudios de Comunicación Audiovisual de la Universidad Pompeu Fabra. Colabora en El món a RAC 1, La Vanguardia y Barcelona TV, y es consultor de Gotomedia. El 1998 publicó el libro Interacción humana con los ordenadores (UOC).
El 5 de diciembre del 2012 creó la campaña Keep Calm and Speak Catalan, basada en el conocido cartel Keep Calm and Carry On, en contra del proyecto de reforma educativa emprendido por el Ministro de Educación del Gobierno de España, José Ignacio Wert (después de su amenaza de «hispanizar los estudiantes catalanes»), un hecho considerado por la mayor parte del arco parlamentario catalán como una amenaza a la educación en catalán.